# Marion County, Kentucky
Marion County är ett administrativt område i delstaten Kentucky, USA. År 2010 hade countyt 19 820 invånare. Den administrativa huvudorten (county seat) är Lebanon.

## Geografi
Enligt United States Census Bureau så har countyt en total area på 898 km². 897 km² av den arean är land och 1 km² är vatten.

### Angränsande countyn
- Washington County - norr
- Boyle County - nordost
- Casey County - sydost
- Taylor County - söder
- LaRue County - sydväst
- Nelson County - nordväst